# Bochan
Bochan (in russo Бохан?; in buriato: Боохон) è un villaggio della Russia, situato nell'oblast' di Irkutsk; è il centro amministrativo del distretto Bochanskij.
Si trova sul fiume Ida (affluente dell'Angara), 120 km a nord di Irkutsk.